# ナチュラル (映画)
『ナチュラル』（The Natural）は、1984年のアメリカ合衆国のスポーツ映画。監督はバリー・レヴィンソン、出演はロバート・レッドフォードとロバート・デュヴァルなど。原作はバーナード・マラマッドの1952年の小説『ザ・ナチュラル』。「ナチュラル(natural)」は「天性の才能の持ち主」の意。

## ストーリー
1920年代から1930年代のアメリカ合衆国を舞台に、天才野球選手と呼ばれながら不幸な事件に遭ったためにプロ入りできずにいた男ロイが、35歳にして「奇跡のルーキー」としてメジャーリーグで活躍することになる姿を描いた野球映画。

## キャスト
| 役名                                              | 俳優                                        | 日本語吹替   | 日本語吹替 |
| 役名                                              | 俳優                                        | テレビ朝日版 | ソフト版   |
| ------------------------------------------------- | ------------------------------------------- | ------------ | ---------- |
| ロイ・ホッブス                                    | ロバート・レッドフォード                    | 野沢那智     | 井上和彦   |
| マックス・マーシー (スポーツ記者)                 | ロバート・デュヴァル                        | 森川公也     | 小島敏彦   |
| アイリス・ゲインズ (ロイの幼なじみ)               | グレン・クローズ                            | 小沢寿美恵   | 杉村理加   |
| メモ・パリス (ポップの姪)                         | キム・ベイシンガー                          | 小山茉美     | 湯屋敦子   |
| ポップ・フィッシャー (ニューヨーク・ナイツの監督) | ウィルフォード・ブリムリー                  | 宮川洋一     | 宝亀克寿   |
| ハリエット・バード                                | バーバラ・ハーシー                          | 高島雅羅     | 篠原恵美   |
| 判事 (ニューヨーク・ナイツのオーナー)             | ロバート・プロスキー                        | 田中明夫     | 伊井篤史   |
| レッド・ブロウ (ニューヨーク・ナイツのコーチ)     | リチャード・ファーンズワース                | 八奈見乗児   | 水内清光   |
| ガス・サンズ                                      | ダーレン・マクギャヴィン （クレジットなし） | 大塚周夫     | 斎藤志郎   |
| ワーマー (有名プロ野球選手)                       | ジョー・ドン・ベイカー                      | 石田太郎     | 水野龍司   |
| サム・シンプソン                                  | ジョン・フィネガン                          | 田村錦人     | 伊井篤史   |
| エド・ホッブス                                    | アラン・ファッジ                            | 池田勝       |            |
| バンプ・ベイリー(外野手)                          | マイケル・マドセン                          | 屋良有作     | 小杉十郎太 |
| ボビー・サボイ                                    | ジョージ・ウィルコス                        | 坂本千夏     |            |
| アル・ファウラー (投手)                           | ケン・グラサノ                              | 大滝進矢     |            |
| ブーン                                            | マイク・スター                              | 大塚明夫     |            |
| アル                                              | ジェームズ・モール                          | 村越伊知郎   |            |
| アルの客                                          | ラルフ・タバキン                            | 藤本譲       |            |
| 応援する少年                                      | デニス・グールド                            | 折笠愛       |            |
| 係員                                              | ジョージ・シュアイティンガー                | 峰恵研       |            |
| ニュース番組ナレーション                          | チャールズ・サージス                        | 上田敏也     |            |
| 実況アナウンサー                                  | ?                                           | 西村知道     |            |

- テレビ朝日版：初回放送1989年3月5日『日曜洋画劇場』

その他声の出演︰幹本雄之、村山明、秋元羊介
演出：蕨南勝之、翻訳：たかしまちせこ、調整：遠西勝三、効果：南部満治／大橋勝次、選曲：河合直、制作：ニュージャパンフィルム
- ソフト版

その他声の出演︰石井隆夫、中田和宏、松本大、星野充昭、後藤敦、花田光、古田信幸、西宏子、柳沢栄治、藤巻恵理子、岡和男、出口佳代、高森奈緒、土屋実紀
演出：春日一伸、翻訳：前田美由紀、制作：ACクリエイト

## 音楽
映画『ザ・ナチュラル』の音楽はランディ・ニューマンが作曲・指揮、ジャズっぽい感性を生かしつつ映画に欠かせない要素となった。
サウンドトラックアルバムは1984年5月11日にワーナー・ブラザース・レーベルから発売され、この作品がトライスター・ピクチャーズの最初の作品であることを記念してレーベルにはトライスター・ピクチャーズのロゴも掲載された。

## 作品の評価

### 映画批評家によるレビュー
Rotten Tomatoesによれば、批評家の一致した見解は「感傷的すぎるところもあるが、『ナチュラル』はたまらなく魅力的な古典的名作であり、アメリカの国民的娯楽の真摯な証でもある。」であり、48件の評論のうち高評価は84%にあたる40件で、平均点は10点満点中7.10点となっている。
Metacriticによれば、19件の評論のうち、高評価は10件、賛否混在は9件、低評価はなく、平均点は100点満点中61点となっている。

### 受賞歴
第57回アカデミー賞ノミネート
- 助演女優賞：グレン・クローズ
- 撮影賞：キャレブ・デシャネル
- 美術賞：アンゲロ・グラハム、メル・ボーン、ジェームズ・M・ムラカミ、スピード・ホプキンス、ブルース・ワイントロープ
- 作曲賞：ランディ・ニューマン

第42回ゴールデングローブ賞ノミネート
- 助演女優賞：キム・ベイシンガー